# DSR-Precision DSR-1
Il DSR-1 è un fucile di precisione a otturatore girevole-scorrevole compatto prodotto e commercializzato dalla DSR-Precision GmbH (precedentemente, fino al 2004, l'arma era venduta dalla ATP Technical Services come fucile per le forze di polizia). L'arma è stata adottata dalle forze dell'antiterrorismo tedesche del GSG 9 e da altri reparti speciali in Europa.

## Dettagli
Il DSR-1 presenta un design bullpup con canna completamente flottante. Il bipiede pieghevole è montato sul lato superiore dell'arma (sopra la canna), mentre sul lato inferiore si trova una particolare impugnatura regolabile. L'arma presenta anche un calcio completamente regolabile per adattarsi alle specifiche del tiratore. Di fronte al gruppo grilletto si trova l'alloggiamento per un caricatore di riserva, volto a ridurre i tempi di ricarica. La canna a rapida sostituzione è fissata al castello tramite tre viti, mentre l'otturatore è tenuto in chiusura da sei tenoni radiali. La canna è protetta da un paramano in alluminio e fornita di freno di bocca (molto utile per ridurre il rinculo quando si usano munizioni a piena potenza). Il grilletto, come in molti fucili di precisione, è regolabile in due configurazioni. L'arma presenta una sicura ambidestra a tre posizioni situata sopra il grilletto. Per le versioni standard dell'arma è anche disponibile un silenziatore, rapidamente montabile tramite un sistema a leva.
La precisione del DSR-1 è alta: alcune fonti riportano un margine di errore non superiore a 0,2 MOA con munizioni da tiro e condizioni ambientali favorevoli. Nell'ottobre 2003, la rivista di armi tedesca Visier testò l'arma per verificare l'effettivo potenziale dell'arma con munizioni da tiro di precisione. Lo stesso risultato fu ottenuto dai tiratori di una rivista francese.
| .308 Winchester                    | Rosa (100 m) | Ampiezza (100 m) | Rosa (300 m) | Ampiezza (300 m) |
| RUAG Swiss P Target 168 gr HP-BT   | 13 mm        | 0,45 MOA         | 48 mm        | 0,55 MOA         |
| Federal GM 168 gr Sierra MatchKing | 14 mm        | 0,48 MOA         | 55 mm        | 0,63 MOA         |
| Sellier & Bellot 168 gr HP-BT      | 15 mm        | 0,51 MOA         | 52 mm        | 0,59 MOA         |
| IMI 168 gr Match                   | 13 mm        | 0,44 MOA         | 52 mm        | 0,59 MOA         |
| .300 Winchester Magnum             | Rosa (100 m) | Ampiezza (100 m) | Rosa (300 m) | Ampiezza (300 m) |
| RUAG Swiss P Target 200 gs HP-BT   | 13 mm        | 0,45 MOA         | 38 mm        | 0,43 MOA         |
| Sellier & Bellot 168 gr HP-BT      | 14 mm        | 0,48 MOA         | 45 mm        | 0,51 MOA         |
| Sako 168 grs HP-BT                 | 14 mm        | 0,48 MOA         | 30 mm        | 0,34 MOA         |

## Varianti
- DSR-1 Subsonic: variante ottimizzata per il proiettile subsonico 7,62 × 51 mm NATO (.308 Winchester). La canna è più corta del normale (310 mm) e la rigatura modificata per permettere una stabilizzazione ottimale del proiettile. La polvere delle munizioni è inferiore al normale per ridurre il rumore della detonazione e mantenere la velocità del proiettile (300–320 m/s) al di sotto dalla velocità del suono (340 m/s). A queste velocità il boom sonico viene evitato.
- DSR-Precision DSR-50: variante ad alto calibro del DSR-1, camerata per il calibro .50 BMG, presenta una canna più lunga con freno di bocca specializzato. L'arma viene di solito impiegata come fucile anti-materiale.

## Utilizzatori
- Germania: in uso alle forze del GSG 9[2] .
- Lussemburgo[4][5]
- Spagna[6]